# Lipa (biljni rod)
Lipa (lat. Tilia) biljni rod iz porodice sljezovki kojemu pripada 42 vrsta drveća čija stabla dosežu visinu od 25 do 30 metara, a starost i do nekoliko stotina godina. Cvjetovi lipe su mali, zelenkastožute boje, ugodnog mirisa i grupirani u kitama. Cvjetanje traje 2 do 3 tjedna, a nekad se dogodi da prođe i za 5 do 6 dana. U usporedbi s bagremom mnogo je nepouzdanija. U našim krajevima rastu bijela ili srebrna lipa (Tilia tomentosa), velelisna lipa (Tilia platyphyllos) i sitnolisna lipa (Tilia cordata). Zahtijeva od vjetrova zaštićena zemljišta s dosta vlage ili nešto kiše u vrijeme cvjetanja.

## Povijesno značenje
Stari Slaveni su živjeli u lipovim šumama. U literaturi se spominje lipa kao sveto slavensko drvo pa se može zaključiti da su Slaveni prije prijelaza na kršćanstvo poštovali idolopoklonstvo šume, dakle i mislima bili povezani s lipom. Prema predaji vršili su obrede i podnosili žrtve lipi kao idol. Običaj idolopoklonstva lipe zadržao se i kod Slavena koji su napustili staru domovinu pa utiču ogranke lipe u krov svoje kuće ili stana, da je time očuvaju od gromova i požara. 
Narodna uzrečica kaže:

"Cvjetokitna lipo, tebe u svoj srdi,

Niti Perun žarkom strijelom ne nagrdi!"
Uobičajeno je bilo i vjerovanje da lipa čuva čovjeka od zla i uroka. U lipovim šumama Slaveni su sabirali med i vosak. Medovina ili medica bila je Slavenima omiljeno piće.

## Ljekoviti dio biljke
Za lijek se sabire cvijet s pricvjetnim listovima (ako je lijepe zelene boje). Inače se beru samo cvjetovi u vrijeme kada su se otvorili i prije nego što ostare i promijene boju. Suše se u hladu, na prozračnom mjestu, ponajbolje na tavanu. Sabrani cvjetovi sušenjem moraju zadržati svoju prirodnu boju i ugodan miris.

## Ljekovito djelovanje
Lipovi cvjetovi koriste se za liječenje prehlade i bolesti dišnih organa. Pospješuju izlučivanje znoja i mokraće. Preporučuje se u liječenju kroničnog kašlja, bolova kod mokrenja, umora i preuzbuđenosti živaca. Čisti krv.

## Popis vrsta
1. Tilia americana L.
2. Tilia amurensis Rupr.
3. Tilia callidonta Hung T. Chang
4. Tilia chinensis Maxim.
5. Tilia chingiana Hu & W.C. Cheng
6. Tilia × cinerascens (Rehder & E.H.Wilson) Pigott
7. Tilia concinna Pigott
8. Tilia cordata Mill.
9. Tilia dasystyla Steven
10. Tilia endochrysea Hand.-Mazz.
11. Tilia × euchlora K.Koch
12. Tilia × europaea L.
13. Tilia henryana Szyszył.
14. Tilia hyrcana Tabari & Colagar
15. Tilia japonica (Miq.) Simonk.
16. Tilia jiaodongensis S.B. Liang
17. Tilia × juranyiana Simonk.
18. Tilia kiusiana Makino & Shiras. ex Shiras.
19. Tilia kueichouensis Hu
20. Tilia likiangensis Hung T. Chang
21. Tilia mandshurica Rupr. & Maxim.
22. Tilia maximowicziana Shiras.
23. Tilia membranacea Hung T. Chang
24. Tilia mexicana Schltdl.
25. Tilia miqueliana Maxim.
26. Tilia mongolica Maxim.
27. Tilia nasczokinii N.V. Stepanov
28. Tilia nobilis Rehder & E.H. Wilson
29. Tilia × noziricola Hisauti
30. Tilia obscura Hand.-Mazz.
31. Tilia oliveri Szyszył.
32. Tilia paucicostata Maxim.
33. Tilia platyphyllos Scop.
34. Tilia rubra (Weston) DC.
35. Tilia sabetii H.Zare
36. Tilia stellatopilosa Zare, Amini & Assadi
37. Tilia taishanensis S.B. Liang
38. Tilia tomentosa Moench
39. Tilia tuan Szyszył.

## Zanimljivosti
U arboretumu Opeka kod Vinice navodi se vrsta prozvana imenom koprivasta lipa, kao navodno rijetka vrsta, označenae latinskim imenom Tilia urticifolia. Treba naglasiti da u rodu Tilia niklada nije postojala vrsta čije je ime urticifolia.